# 1853 en Belgique
Chronologie de la Belgique
- 1849
- 1850
- 1851
- 1852
- 1853
- 1854
- 1855
- 1856
- 1857

Cette page recense des événements qui se sont produits durant l'année 1853 en Belgique.

## Culture

### Architecture

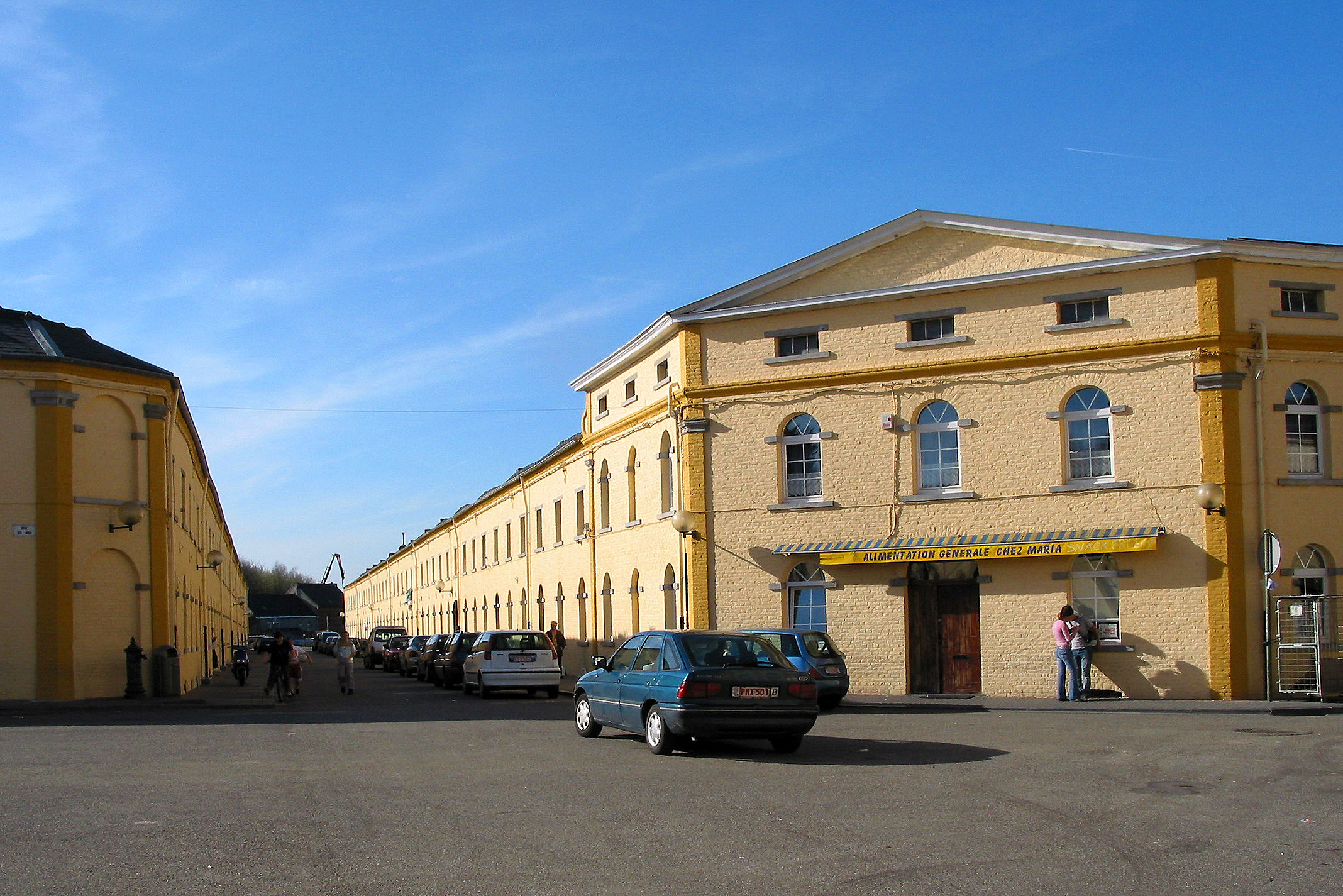
Corons du charbonnage du Bois-du-Luc
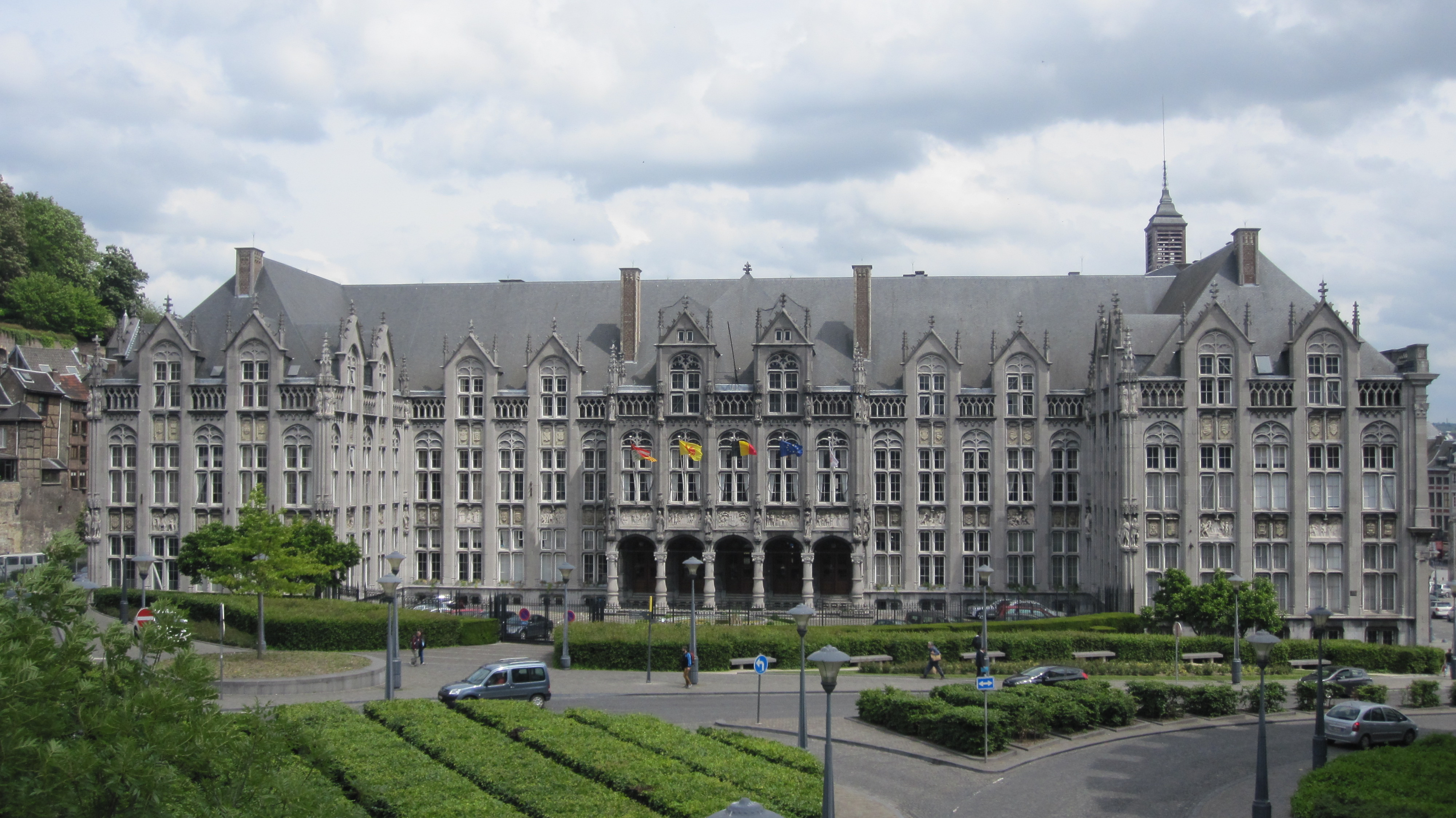
Palais provincial de Liège (style néogothique, Jean-Charles Delsaux)

### Peinture

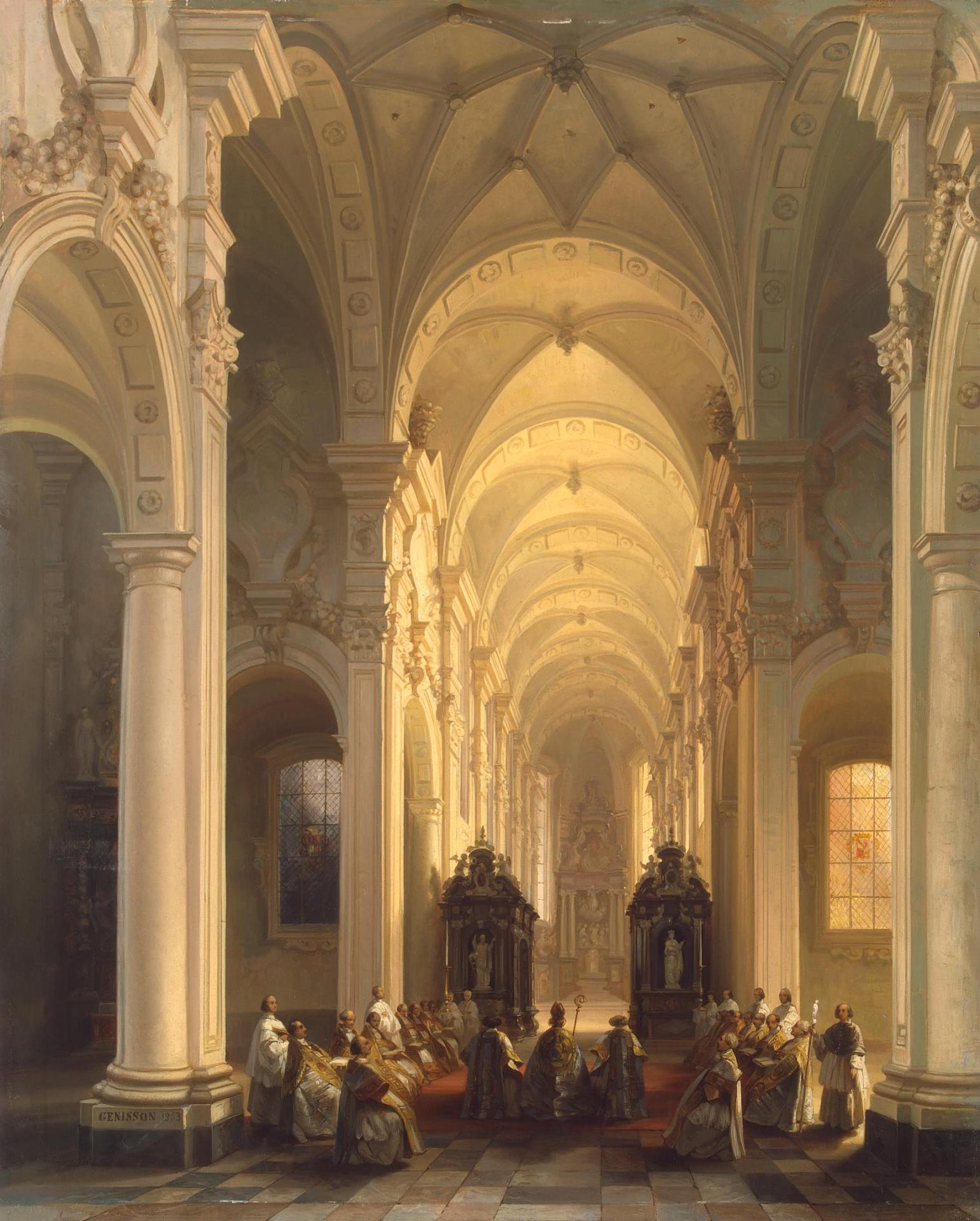
Intérieur d'une église à Averbode (Jules Victor Génisson)